# Donaustadtbrücke (métro de Vienne)
Donaustadtbrücke (en allemand : U-Bahn-Station Donaustadtbrücke) est une station de la ligne U2 du métro de Vienne. Elle est située l'extrémité est du pont éponyme, sur la rive gauche du Danube, au dessus de l'autoroute A22 sur le territoire du XXIIe arrondissement Donaustadt, à Vienne en Autriche.
Mise en service en 2010, elle est desservie par les rames de la ligne U2 du métro de Vienne, qui depuis le 28 mai 2021 ont pour terminus ouest provisoire Schottentor, avant l'ouverture du prolongement de la ligne prévu de 2028 à 2032.

## Situation sur le réseau

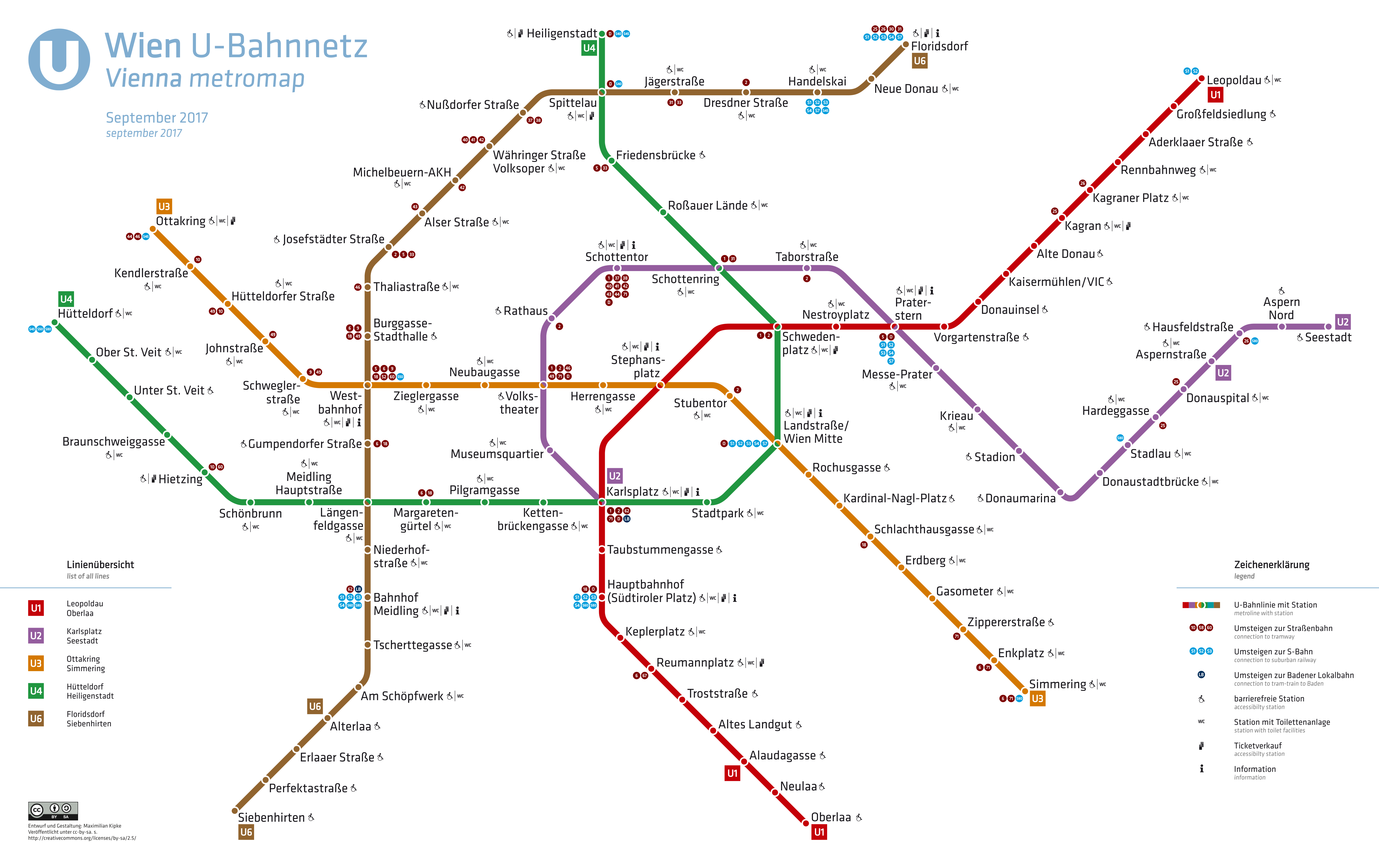
Plan du métro (2017).

Établie en aérien, Donaustadtbrücke est une station de passage de la ligne U2 du métro de Vienne : elle est située entre la station Stadlau, en direction du terminus est Seestadt, et la station Donaumarina, en direction du terminus ouest Schottentor.
Elle dispose d'un quai central encadré par les deux voies de la ligne.

## Histoire
La station Donaustadtbrücke est mise en service le 2 octobre 2010, lors de l'ouverture à l'exploitation du prolongement de Stadion à Aspernstrasse.
Le 28 mai 2021, la ligne est modifiée, son terminus est reste Seestadt mais son terminus ouest devient provisoirement Schottentor, après la fermeture pour travaux de la section de Schottentor à Karlsplatz. Ceci ayant lieu dans le cadre du réaménagement de cette portion de ligne et des stations pour son intégration dans la nouvelle ligne U5 automatique et la construction d'un nouveau prolongement de la ligne U2 dont l'ouverture programmée s'échelonne de 2028 à 2032,.

## À proximité
- Le Danube
- Donaustadtbrücke (de)